# Innovatron
Innovatron est une société fondée par Roland Moreno, l'inventeur de la carte à puce.

## Histoire
Innovatron — Atelier de créativité expérimentale et appliquée — fut tout d'abord le nom que porta l'association loi 1901 que Roland Moreno créa en mars 1972, aussitôt après avoir été initié, par son ami Marcel Botton, aux techniques de Créativité (parmi les fondateurs de l'association : Jacqueline Foucherault, Jean Audouin, Marcel Botton). Dès juillet, son premier contrat en poche, Roland Moreno crée avec Jean Audouin la SARL Innovatron, qui elle-même cédera la place en octobre 1974 à une SA (Société Internationale pour l'Innovation, exerçant sous l'enseigne « Innovatron ») fortement capitalisée en raison de l'apport de la demande de brevet Carte à puce.
Innovatron SARL fut d'abord une société destinée à « vendre des idées », selon l'ambition de son fondateur, qui proposa à des entreprises de créer pour elles des idées ainsi que des noms, grâce à l'électronique à partir de 1975 selon le principe du « Radoteur » (détaillé dans son livre intitulé La Théorie du bordel ambiant — voir aussi Onomastique).
À la suite du rachat de diverses entreprises du secteur (Logicam, Mutacard), Innovatron s'organise dans les années 1990 en plusieurs unités, dont : RMT (Roland Moreno Technology ; service de recherche et développement, anagramme involontaire de « TMR », Take the Money & Run, nom du projet en 1974), Innovatron Ingénierie, Innovatron Sécurité Informatique, Innovatron Systèmes Urbains, etc. L'entreprise se dote également d'une branche spécialisée dans le droit, Jurinove.
Lorsque les brevets historiques de la carte à puce arrivent à échéance en 1994, Innovatron se trouve confronté à de graves difficultés : le pôle industriel d'Innovatron accuse à cette époque un montant de 220 millions de pertes cumulées. Innovatron cesse alors peu à peu son activité industrielle, en revendant ses différents départements à des acteurs de l'industrie de la carte à mémoire (ainsi, Innovatron Ingénierie à la société Ingenico, puis Innovatron Services), tout en licenciant une grande partie du personnel.
Dans une interview à l'Expansion, Roland Moreno admet que sa « diversification dans l'industrie a été catastrophique ». « On a fait un boulot qui n'était pas le nôtre » affirme-t-il.
Cette réorganisation intervient alors que d'autres entreprises du secteur de la carte à mémoire (Ingenico, Gemplus et Schlumberger, par exemple) prospèrent spectaculairement : plus de 16 000 emplois en 2010 chez la nouvelle entreprise (Gemalto) née de la fusion entre Axalto (ex-Schlumberger) et Gemplus en 2006.
En 2012 Innovatron emploie cinq salariés gérant un portefeuille de 110 licenciés RFID.

## Produits
Innovatron procède dans les années 1990 au rachat et/ou intégration de petites sociétés spécialisées dans les applications liées à la carte à mémoire, telles que Hello (fondée elle aussi par Roland Moreno, et créatrice de modems pour les ordinateurs Macintosh), Logicam (pour ses lecteurs de cartes), Mutacard etc. 
L'intégration des sociétés Logicam et Mutacard donna lieu à la création de la branche Innovatron Ingénierie, qui réalisait des applications et systèmes à cartes à puce pour différents clients.
Le bureau d'études RMT (Roland Moreno Technology), employant 20 ingénieurs en électronique et informatique, se chargeait des études techniques (développement et modification des lecteurs de cartes, le PIAF, ou modems) et de certains développements informatiques demandés par les différentes branches du groupe (et plus particulièrement Innovatron Ingénierie). Divers projets liés à la carte à puce furent ainsi étudiés et développés à des degrés divers : lecteur universel de cartes MOD7816, Horodateur du Futur (HDF) pour la Mairie de Paris, Smart Diskette, etc.
Pendant les années 1990, Innovatron commercialisait le PIAF (Parcmètre individuel à fente), adopté par plusieurs municipalités en France (Blois, Le Puy en Velay, Laon ...) et à l'étranger (Andorre ...), ainsi que des modems sécurisés par cartes à mémoire, issus des développements préalables de la société Hello et de leur poursuite.
Durant plusieurs années, Innovatron vit des projets développés (on peut citer en particulier les premiers prototypes du « pass » sans contact — futur carte Navigo — pour la RATP et diverses applications liées à la carte à mémoire), mais surtout d'importantes royalties (droits de licence) versées par les sociétés exploitant les brevets de Roland Moreno ou les descendants de ceux-ci.
Aujourd'hui, la société Innovatron se consacre à la commercialisation des licences d'utilisation des différents brevets entourant la technologie sans contact Calypso développée pour la carte Navigo.
C'est à ce secteur qu'est vouée la spin-off Spirtech, créée en 2000 par les deux principaux ingénieurs de RMT (issus d'Hello), François Grieu et Frédéric Lévy, dans laquelle Innovatron détient une participation de 10 %.

## Publications
- La Théorie du bordel ambiant, Éd. Belfond, 1990  (ISBN 2-2530-5895-5)
- Carte à puce : l'histoire secrète, L'Archipel, 2002   (ISBN 2-84187-348-X)
- Victoire du bordel ambiant, L'Archipel 2011  (ISBN 978-2-8098-0398-3), 2010[5]